# Lim Na-young
Lim Na-young (en hangul, 임나영; en hanja, 林娜榮; katakana: イム・ナヨン; Seúl, 18 de diciembre de 1995), más conocida por su nombre monónimo Nayoung (en hangul, 나영), es una cantante, bailarina, rapera y letrista surcoreana. Fue miembro de los grupos Pristin e I.O.I.

## Primeros años
Nayoung nació el 18 de diciembre de 1995 en Corea del Sur. En febrero de 2011, se graduó de la escuela secundaria On Yang Middle School, y se convirtió en aprendiz de la compañía Pledis Entertainment, compañía de entretenimiento que incluye a bandas famosas como After School y su subunidad Orange Caramel, Seventeen, entre otras.
Nayoung fue admitida en una escuela de Seúl y se trasladó a una nueva ubicación en la capital del país. En 2011, fue seleccionada como nueva miembro del grupo After School, pero fue eliminada. Ella estaba lista para debutar al siguiente año como miembro de Hello Venus, pero también fue eliminada. Nayoung se graduó de la Universidad de Mujeres de Dongduk en marzo de 2014.

## Carrera

### Música

#### Produce 101 e I.O.I
En 2016, Nayoung se unió a un programa de supervivencia llamado Produce 101 de la cadena Mnet, en el programa se eligen a 11 participantes de 101 aprendices de diferentes compañías para formar un grupo proyecto. Nayoung se posicionó en el décimo lugar del mismo y debutó en el grupo I.O.I.

#### Pristin
Pledis Entertainment anunció que después de la finalización del contrato con I.O.I, Nayoung y su compañera Kyulkyung volverían a trabajar bajo la dirección de Pledis y debutarían como miembros de un nuevo grupo de chicas llamado Pristin (anteriormente conocido como Pledis Girlz).

### Televisión
El 24 de marzo de 2021 apareció como parte del elenco de la película Romantic Hacker donde interpretó a Park Joo-hee.
El 30 de marzo del mismo año se unió al elenco de la serie Summer Guys donde dio vida a Yeom Ah-ran, hasta el final de la serie el 28 de abril del mismo año.
En mayo del mismo año se unió al elenco recurrente de la serie Imitation donde interpreta a Shim Hyun-ji, una miembro del grupo "Teaparty".

## Discografía
| Año  | Título       | Mejores posiciones | Ventas          | Álbum               |
| Año  | Título       | KOR                | Ventas          | Álbum               |
| ---- | ------------ | ------------------ | --------------- | ------------------- |
| 2015 | «Pick Me»    | 9                  | - COR: 893 723+ | Sin álbum           |
| 2016 | «Fingertips» | 21                 | - COR: 394 446+ | 35 Girls 5 Concepts |

## Filmografía

### Series de televisión
| Año  | Título                   | Personaje             | Cadena  | Notas  |
| ---- | ------------------------ | --------------------- | ------- | ------ |
| 2022 | 4 minutes and 44 seconds | -                     | -       | [ 11 ] |
| 2021 | Imitation                | Shim Hyun-ji          | KBS2    |        |
| 2021 | Romantic Hacker          | Park Joo-hee          | -       |        |
| 2021 | Summer Guys              | Yeom Ah-ran           | AbemaTV | [ 12 ] |
| 2020 | Flower of Evil           | Do Hae-soo (de joven) | -       |        |
| 2016 | Entourage                | Lim Na-young          | -       | ep. #1 |

### Película
| Año  | Título          | Personaje    | Notas |
| ---- | --------------- | ------------ | ----- |
| 2021 | Romantic Hacker | Park Joo-hee |       |

### Apariciones en programas de televisión
| Año   | Título                                    | Cadena                        | Notas                                     |
| ----- | ----------------------------------------- | ----------------------------- | ----------------------------------------- |
| 2021- | How A Family Is Made (We Became a Family) | MBC / Discovery Channel Korea | Miembro                                   |
| 2018  | King of Mask Singer                       | MBC                           | Participó como "Dandelion Girl"           |
| 2017  | I Can See Your Voice 4                    | Mnet                          | Ep. #11 (miembro del panel de detectives) |
| 2016  | Produce 101                               | Mnet                          | Terminó en el noveno lugar                |